# الصم في اليابان
لغة الإشارة اليابانية (JSL)، والمعروفة أيضًا باسم نيهون شوا، هي لغة الإشارة غير الرسمية ولكنها الأكثر استخدامًا، حيث يستخدمها ما يقرب من 57000 من الأشخاص الأصليين كلغة أساسية. إنها لغة إشارة متقاربة لمجتمع الصم تم تطويرها في أواخر القرن التاسع عشر.

## ظهور اللغة

### الاختلافات اللغوية
تأثرت لغة الإشارة اليابانية باللغة اليابانية المكتوبة، مع بعض الإيماءات التي تحاكي الكانجي الياباني، أو أحرف اللغة المكتوبة. ومع ذلك، فإن لغة لغة الإشارة اليابانية لها قواعدها النحوية وتركيبها النحوي الخاصين بها، وهي مستقلة عن اللغة اليابانية المكتوبة. وهذا على النقيض من اللغة اليابانية الموقعة (SJ) التي تتبع بنية الجملة للغة المكتوبة. تنتمي لغة الإشارة اليابانية إلى عائلة لغات الإشارة اليابانية المستخدمة على المستوى الوطني إلى جانب لغة الإشارة التايوانية والكورية الجنوبية.
لغة إشارة مياكوبو (Miyakubo SL) هي لغة إشارة مشتركة تُستخدم في جزيرة إيهيمي-أوشيما على الساحل الجنوبي الغربي لليابان. في بلدة مياكوبو، يستخدم مجتمع اللافتات المشتركة المكون من 3 عائلات لغة إشارة مياكوبو. ومن بين العائلات الثلاث، 29 شخصًا أصم و22 شخصًا يسمعون. على الرغم من أن الكثير من تاريخ لغة إشارة مياكوبو الذي يعود تاريخه إلى أوائل العقد الأول من القرن الحادي والعشرين غير معروف، إلا أنه كان موجودًا منذ ثلاثة أجيال على الأقل.
في جزيرة أمامي أوشيما، يوجد مجتمع إشارة مشترك يستخدم ما يشار إليه بلغة إشارة أمامي أوشيما. كشفت دراسة أجريت عام 1999 على 13 من الصم و8 من السامعين من هذا المجتمع عن نمط يتكون من 25 إشارة أساسية، مما يدل على لغة الإشارة المنزلية.

### تاريخ لغة الإشارة اليابانية (JSL)
يعتبر التاريخ المسجل للغة الإشارة اليابانية (JSL) حديثًا نسبيًا، حيث تطور شكلها الحديث في عام 1878. في رحلته عبر أوروبا عام 1862، درس الباحث فوكوزاوا يوكيتشي العديد من مدارس الصم، وقام بتحليل استخدامها للكلام ولغة الإشارة. في عام 1863، قام ياماو يوزو بتحليل استخدام لغة الإشارة بين بناة السفن الصم في أوروبا.

## المنظمات الهامة

### الاتحاد الياباني للصم
الاتحاد الياباني للصم (JFD) هو منظمة وطنية غير ربحية للدفاع عن مجتمع الصم وضعاف السمع في اليابان، تأسست عام 1948. إن الاتحاد الياباني للصم هي "منظمة شاملة" تشرف على 47 منظمة إقليمية أو محافظة يبلغ مجموع أعضائها 27000 عضو، جميعهم من الصم أو ضعاف السمع. انضمت الاتحاد الياباني للصم إلى الاتحاد العالمي للصم في عام 1959، وفي السنوات التالية أصبحت مجموعة ناشطة بشكل أكبر، تدافع عن تعليم واستخدام لغة الإشارة اليابانية على مستوى البلاد من خلال جمع وتوقيع الالتماسات لقانون لغة الإشارة اليابانية، وتقديم التدريب والامتحانات لإصدار شهادات لمترجمي لغة الإشارة اليابانية، ونشر الكتب المدرسية والقواميس الخاصة بلغة الإشارة اليابانية. تعمل الاتحاد الياباني للصم تحت إشراف وزارة الصحة والرعاية الاجتماعية اليابانية، التي تخصص الأموال لتكليف الاتحاد الياباني للصم بتنفيذ مشاريع itaku التي تركز على تطوير واستخدام وتعليم لغة الإشارة اليابانية (JSL). مشاريعهم الأساسية في إيتاكو هي "ترويج وزيادة استخدام لغة الإشارة"، حيث يدافعون عن استخدام لغة الإشارة اليابانية في المدارس ويقدمون فصول لغة الإشارة اليابانية، و"البحث في توحيد لغة الإشارة"، حيث يطورون إشارات جديدة للكلمات التي لم يتم تعريفها بعد في لغة الإشارة اليابانية. تحصل المنظمة أيضًا على التمويل من خلال مشروع مساعدة الصداقة الآسيوية للصم، وهي منظمة جمع التبرعات التابعة لـ الاتحاد الياباني للصم والتي تأسست في عام 1996 والتي تساعد في تمويل الموارد التعليمية للأطفال الصم على المستوى الوطني وفي البلدان المجاورة.

#### الجدول الزمني
- 1969: نشرت الاتحاد الياباني للصم أول كتاب مدرسي لها بعنوان "Watashitachi no Shuwa"
- 1976: تقديم امتحانات الاعتماد لمترجمي لغة الإشارة اليابانية بدءًا من
- 1997: بدأت منظمة الاتحاد الياباني للصم في نشر مجلة ربع سنوية تناقش أهدافها النضالية بعنوان "حركة الصم".
- 1979: "كلف وزير الصحة والرعاية الاجتماعية مؤسسة الاتحاد الياباني للصم بإنشاء برنامج تدريبي لمدرسي ترجمة لغة الإشارة"
- 1986: التماسات الاتحاد الياباني للصم للسماح بترجمة لغة الإشارة في الحملات السياسية
- 1997: الاتحاد الياباني للصم تنشر أول قاموس لغة الإشارة اليابانية الخاص بها
- 2004: انضم إلى المنتدى الياباني للإعاقة
- 2013: المقر الرئيسي لتعزيز العدالة الانتقالية في التشريع
- يوليو 2021: تم تنفيذ خدمة الترحيل الهاتفي كخدمة للأشخاص الصم وضعاف السمع لاستخدام الهاتف أو الرسائل النصية بمساعدة مترجم لغة الإشارة في حالات الطوارئ

المصدر:

### دي-برو
تأسست منظمة دي-برو في عام 1993، وهي منظمة ناشطة في مجال حقوق الصم في اليابان، وتدعم أيديولوجيتها "النموذج ثنائي الثقافة لمجتمع الصم". وفي ظل النموذج ثنائي الثقافة أو ثنائي اللغة للصمم، يوجد تمييز بين استخدام الصم للغة الإشارة الأصلية كلغة أولى، واستخدامهم للغة المكتوبة كلغة ثانية. وهذا يخلق أيضًا هوية ثقافية مزدوجة عند الموازنة بين اللغتين والعناصر الأخرى لثقافة الصم والبكم. في ظل هذه الأيديولوجية، تركز دي-برو على توحيد معايير لغة لغة الإشارة اليابانية المكانية والدعوة إليها، وهي اللغة في شكلها "النقي"، المنفصلة عن اللغة اليابانية المكتوبة أو المنطوقة. يختلف هذا عن نهج الاتحاد الياباني للصم في تدريس اللغة اليابانية المتسلسلة، والذي يستخدم إشارات مختلفة، وغالبًا ما يحاكي اللغة اليابانية المنطوقة، ويُستخدم مع التحدث بالكلمات. تقدم D-Pro دروسًا لمترجمي لغة الإشارة اليابانية بالتعاون مع المركز الوطني لإعادة التأهيل للأشخاص ذوي الإعاقة (NRCD)، ومع ذلك، وباعتبارها منظمة أحدث، فإن تأثيرها على توحيد علاماتها أقل من الاتحاد الياباني للصم.

### أخبار شووا على هيئة الإذاعة اليابانية
أنشأت شبكة الأخبار الإذاعية الوطنية اليابانية، هيئة الإذاعة اليابانية، قسمين إذاعيين للصم في عام 1983 بعنوان "إشارة الجميع" و "أخبار الإشارة". تضمنت هذه المقاطع مراسلين يستخدمون لغة الإشارة اليابانية لتوفير محتوى يمكن الوصول إليه لجمهور الصم وضعاف السمع والمساعدة في توحيد اللغة على المستوى الوطني. كان العرض يضم مترجمين للغة اليابانية يستخدمون الإشارات التي طورها الاتحاد الياباني للصم حتى عام 1995 عندما أصبح المتحدث الأصلي ناسو هيدياكي مقدمًا. انضم ناسو إلى الشبكة في محاولة لردع الارتباك الذي حدث سابقًا مع المترجمين الذين طوروا إشاراتهم الخاصة للكلمات في التقارير التي لم يتم تعريفها بعد من قبل الاتحاد الياباني للصم.

### مؤسسة نيبون
تأسست مؤسسة نيبون على يد ريوتشي ساساكاوا في اليابان عام 1962 كمنظمة تعمل على تعزيز "الابتكار الاجتماعي" والفرص المتساوية للأشخاص في البيئات التعليمية والسياسية والاجتماعية والمهنية. مؤسسة نيبون هي منظمة غير ربحية وغير حكومية توفر برامجها موارد مثل التمويل والاحتياجات الأساسية والتكنولوجيا الزراعية للأسر ذات الدخل المنخفض والأشخاص ذوي الإعاقة وأولئك الذين يعانون من صعوبات بسبب الكوارث الطبيعية. كما يساعدون في تمويل أكثر من اثنتي عشرة منحة دراسية من خلال منظمات أخرى مرتبطة، وكثير منها مخصص للرجال والنساء الصم الذين يسعون للحصول على التعليم العالي.

### شبكة التعليم ما بعد الثانوي الدولية (PEN-International)
شبكة التعليم ما بعد الثانوي الدولية (PEN-International) هي منظمة غير ربحية تم تشكيلها من قبل مؤسسة نيبون اليابانية، بالتعاون مع المعهد التقني الوطني للصم التابع لمعهد روتشستر للتكنولوجيا (NTID) في عام 2001. تركز هذه المنظمة على إمكانية وصول الأشخاص الصم إلى التعليم العالي في الولايات المتحدة وعلى المستوى الدولي في البلدان النامية. كانت مهمتهم الأولية هي تقديم المنح والمساعدات الدراسية للطلاب من البلدان النامية الذين يذهبون إلى المدارس في الولايات المتحدة للحصول على تعليم عالٍ وإعادته إلى وطنهم. ومع ذلك، بسبب نقص الطلاب العائدين إلى بلدانهم الأصلية، تحولت مهمتهم إلى توفير نفس الموارد للطلاب الصم في البلدان النامية أو ذات الموارد المنخفضة، ومحاولة توسيع الفرص للطلاب الصم في القوى العاملة، وزيادة إمكانية الوصول إلى تعليم الصم واستخدام تكنولوجيا المعلومات في البيئات التعليمية للصم.

## حقوق الإنسان والحقوق المدنية

### التقرير الأولي لاتفاقية حقوق الأشخاص ذوي الإعاقة في اليابان
صادقت اليابان على اتفاقية حقوق الأشخاص ذوي الإعاقة في عام 2014. تم إصدار التقرير الأولي حول إمكانية الوصول في اليابان في يونيو 2016. يحتوي هذا التقرير على إشارات محددة لأهداف أو ضروريات إمكانية الوصول للأشخاص الصم وضعاف السمع، بما في ذلك القوانين الحالية التي تهدف إلى حماية حقوقهم وتمكين الوصول في مجالات الرعاية الصحية والتعليم والمسائل القضائية والترفيه. ويتم تقييم هذه المسائل من خلال 28 عضوًا من لجان السياسات اليابانية، ومعظمهم يعانون من شكل من أشكال الإعاقة، بما في ذلك الصم وضعاف السمع، على الرغم من عدم تحديد هذا العدد.

#### الوصول إلى الاتصالات
تنص المادة 9 على وجود برنامج أساسي للأشخاص ذوي الإعاقة يعترف بأن إمكانية الوصول إلى الاتصالات السلكية واللاسلكية يتم توفيرها بشكل أفضل من خلال البث الذي يحتوي على أوصاف صوتية وترجمات مغلقة و/أو ترجمة لغة الإشارة. كما يذكر "الدليل الإداري لتعزيز البث للأشخاص ذوي الإعاقة البصرية/السمعية"، وهو دليل في صناعة الاتصالات تم إنشاؤه لتعزيز الأهداف المستهدفة لإمكانية الوصول.

#### الوصول إلى القضاء
وتنص المادة 9 على أنه في إطار المحاكم، سوف ينظر القضاة "وفقا لتقديرهم الخاص" في السماح بترجمة لغة الإشارة أو إقراض أجهزة السمع. في حالة الشهود الصم أو ضعاف السمع، يُسمح لهم بـ"مساعد [...] إذا لم يتمكنوا من أداء عمل قضائي". في القضايا المدنية التي قد تتطلب أو تُشجع على المرافعة الشفوية، يجوز للمحكمة توفير مترجم، أو تطلب المحكمة تقديم الإجابات كتابيًا وفقًا لقانون الإجراءات الجنائية.

#### الرعاية الصحية وأنظمة الدعم
تنص المادة 9 على وجود نظام "الطوارئ عبر البريد الإلكتروني" و"الطوارئ عبر الفاكس" لتمكين الأشخاص الصم وضعاف السمع من الوصول إلى مراكز الشرطة في الظروف العاجلة.
تنص المادة 19 على وجود "نظام دعم نفقات الأجهزة" الذي يوفر تمويلًا جزئيًا للأشخاص الصم وضعاف السمع الذين يشترون أو يصلحون أجهزة السمع.
تتناول المادة 20 بروتوكول تدريب الكلاب الخدمية، وتشترط أن يكون لدى المرافق المعرفة المناسبة بالإعاقات التي يتم تدريبها عليها وأن تتمكن من تدريب كلابها وفقًا لذلك.
وتذكر المادة 21 قانون الدعم الشامل للأشخاص ذوي الإعاقة، الذي يدعم توفير الإقامة من خلال ترجمة لغة الإشارة. يتعين على الحكومات الإقليمية اعتبارًا من عام 2013 تنفيذ التدريب على "مراكز خدمة المعلومات" القائمة واستخدامها لتعزيز النشاط الاجتماعي، وتكليف مترجمي لغة الإشارة، وتقديم الاستشارات.

#### تعليم
تتناول المادة 24 ضرورة توفير أساليب تدريس ومناهج دراسية سهلة الوصول إليها في المرحلتين الابتدائية والمتوسطة. تشير هذه المقالة إلى تعليم لغة الكلام و/أو لغة الإشارة لتعزيز التواصل النشط بين الطلاب. ولم يذكر ما إذا كانت هذه الأساليب التعليمية المتاحة متاحة أو مطلوبة أم لا.

#### الرياضة والترفيه
تنص المادة 30 على أن الألعاب الأولمبية للصم أو غيرها من أشكال الأنشطة الرياضية المتاحة يتم تمويلها من خلال التبرعات أو الرعايات التي تجمعها جمعية الرياضات البارالمبية اليابانية. كما يشير إلى الشعبية المتزايدة للألعاب الأولمبية للصم، في إشارة إلى 22 رياضيًا من الصم/ضعاف السمع شاركوا في الألعاب الشتوية لعام 2015.
وتعترف المادة 30 أيضًا بعدم توفر إمكانية الوصول في الإنتاجات المسرحية أو الحفلات الموسيقية لجمهور الصم/ضعاف السمع. بالنسبة لإنتاج الأفلام، اعتبارًا من السنة المالية 2014، تم تقديم الدعم المالي لشركات الإنتاج الراغبة في توفير الترجمة المغلقة المدعومة.

### تقرير الملاحظات الختامية وتقرير قائمة القضايا
بعد إصدار التقرير الأولي لليابان في عام 2016، نشرت لجنة حقوق الأشخاص ذوي الإعاقة قائمة بالقضايا في أكتوبر 2019 وتقارير الملاحظات الختامية، وكان أحدثها قد صدر في 7 أكتوبر 2022. يتم نشر قائمة القضايا لمعالجة أي معلومات مضللة أو نقص في المعلومات المقدمة في التقرير الأولي والتي تعد ضرورية لمعالجة إمكانية الوصول للأشخاص ذوي الإعاقة. يتم نشر تقرير الملاحظات الختامية ردًا على كل مادة في التقرير الأولي، حيث يلخص المعلومات الواردة فيه ويقدم توصيات إضافية بشأن السياسات أو القوانين التي من شأنها الاستمرار في زيادة إمكانية الوصول. تحتوي قائمة القضايا الخاصة بالتقرير الأولي لليابان على ذكر واحد فقط للطلاب "الصم والصم المكفوفين"، ويطلب تقديم المزيد من المعلومات حول الإجراءات التشريعية والموارد المالية التي سيتم توفيرها لتحويل الطلاب ذوي الإعاقة إلى بيئة تعليمية أكثر شمولاً. يتضمن تقرير الملاحظات الختامية عدة إشارات إلى مجتمع الصم وضعاف السمع، ويقدم توصيات لزيادة إمكانية الوصول في مجال الاتصالات السلكية واللاسلكية، والمؤسسات القضائية، والرعاية الصحية، والتعليم، والرياضة والترفيه. ومع ذلك، فإنه لا يذكر على وجه التحديد الأساليب أو الموارد التي يمكن من خلالها تنفيذ هذه التوصيات.

#### الوصول إلى الاتصالات
تعترف الأقسام الافتتاحية لتقرير الملاحظات الختامية بالنتائج الإيجابية للتصديق على اتفاقية حقوق الأشخاص ذوي الإعاقة بما في ذلك قانون تسهيل استخدام الهواتف للأشخاص ذوي الإعاقة السمعية (2020).
تشير المادة 21 إلى نقص الموارد المتاحة لدعم التواصل بين السكان "الصم المكفوفين". يوصي هذا التقرير بتخصيص الأموال لـ"ترجمة الصم والبكم، ولغة الإشارة، والوصف الصوتي، والترجمة النصية، واللمس" في مجال الاتصالات.

#### الوصول إلى القضاء
توصي المادة 13 "بضمان توفير التسهيلات المناسبة للعمر في جميع الإجراءات القضائية" للأشخاص ذوي الإعاقة، مع الإشارة بشكل خاص إلى استخدام ترجمة لغة الإشارة.

#### الرعاية الصحية وأنظمة الدعم
تعترف المادة 21 بعدم الاعتراف القانوني بلغة الإشارة اليابانية (JSL) كلغة رسمية، مما يؤدي إلى نقص التدريب والاستخدام في جميع أنحاء البلاد. ويوصي التقرير بأن تعترف الحكومة اليابانية باللغة اليابانية كلغة وطنية وتضمن تدريب المترجمين لتعزيز إمكانية الوصول إليها واستخدامها "في جميع مجالات الحياة".
توصي المادة 25 بضمان إمكانية الوصول إلى المعلومات في مؤسسات الرعاية الصحية، وخاصة من خلال ترجمة لغة الإشارة.

#### تعليم
تنص المادة 24 على وجود نقص في وسائل التواصل المناسبة للطلاب الصم/ضعاف السمع. يوصي التقرير بضمان الموارد المناسبة، وخاصة تعليم واستخدام لغة الإشارة، في البيئات الأكاديمية حيث تكون التسهيلات ضرورية.

#### الرياضة والترفيه
تعبر المادة 30 عن الاهتمام بالشمولية وإمكانية الوصول إلى الرياضات الترفيهية للرياضيين الصم/ضعاف السمع. يوصي التقرير بتوفير "تسهيلات معقولة" للأشخاص من جميع الإعاقات.

## التعليم الابتدائي والثانوي
قبل أبحاث فوكوزاوا يوكيتشي وياماو يوزو حول تعليم الصم وضعاف السمع في أوروبا عام 1862، لم يكن للحكومة اليابانية أي اهتمام أو استثمار في تعليم سكانها الصم. وبناءً على أبحاثهم، وتزامناً مع القيم التي تطورت خلال فترة إصلاح ميجي، افتتح فوروكاوا تاشيرو أول مدرسة عامة للصم وضعاف السمع. في عام 1878، تأسس معهد كيوتو للمكفوفين والبكم. كان فوروكاوا هو المعلم الأساسي في هذه المدرسة، وكان يستخدم في المقام الأول تهجئة الأصابع المتأثرة بالبحوث الأوروبية. أدى معهد كيوتو للمكفوفين والبكم إلى ظهور وتطوير لغة الإشارة اليابانية حيث كانت توجد في السابق فقط لافتات منزلية.
وفي أعقاب معهد كيوتو، تأسست مدرسة طوكيو للصم في عام 1880. أصبحت أساليب التدريس مصدرًا للصراع خلال هذا الوقت بسبب مؤتمر ميلانو عام 1880، الذي حظر استخدام تعليم لغة الإشارة أو المعلمين الصم في المدارس العامة. في عام 1983، بدأت جمعية أوساكا لضعاف السمع في الدعوة إلى تنفيذ منهج اللغة اليابانية في المدارس الخاصة بالصم. ولمقاومة امتثال اليابان لمؤتمر ميلانو، فقد دعوا إلى تدريس اللغة اليابانية كمادة دراسية بدلاً من استخدامها كشكل أساسي للتدريس. وقد ألهم هذا حملة مماثلة قادتها الاتحاد الياباني للصم والتي استهدفت إقناع وزارة التعليم. في عام 1991، أجرت مجموعة من أعضاء وزارة التربية والتعليم من ذوي السمع النموذجي دراسة حول منهج اللغة اليابانية الذي تم تنفيذه في مدرسة للطلاب الصم والسامعين. أصدروا تقريرًا في عام 1993 خلص إلى أن منهج اللغة اليابانية التقليدية في المدارس الابتدائية والإعدادية العادية كان "عائقًا". كان منطقهم هو أن اللغة اليابانية التقليدية لم تكن لغة متطورة تمامًا مع مفردات محدودة لا تتوافق مع اللغة اليابانية المنطوقة أو المكتوبة، مما يخلق عقبات للطلاب الذين سيتعلمون كلا الشكلين من اللغة. وبدلاً من ذلك، شجعت وزارة التعليم استخدام أساليب التدريس الشفهي أو اللغة اليابانية الموقعة.
يوجد اليوم 110 مدرسة عامة للطلاب الصم وضعاف السمع في اليابان. وتستمر المدارس الحكومية في العمل تحت إشراف وزارة التربية والتعليم، والتي تعرف اليوم بوزارة التربية والتعليم والثقافة والرياضة والعلوم والتكنولوجيا. على الرغم من عدم وجود بيانات مسجلة بأرقام محددة، فإن حوالي نصف طلاب المدارس الابتدائية الصم/ضعاف السمع في اليابان مسجلون في مدارس عادية أو "شاملة بالكامل". قامت وزارة التربية والتعليم بتوفير تعداد الطلاب الصم وضعاف السمع في مختلف أنواع المدارس الأخرى اعتبارًا من عام 2014. تحتوي المدارس "الشاملة جزئيًا" في اليابان على غرف موارد يحضرها الطلاب الصم/ذوي الاحتياجات الخاصة لمدة ساعتين في الأسبوع مع مدرسين من ذوي الاحتياجات الخاصة. بلغ عدد الطلاب الصم/ذوي الاحتياجات الخاصة في مدارس غرف الموارد اعتبارًا من عام 2014 1796 في المدرسة الابتدائية و385 في المدرسة الإعدادية. هناك شكل آخر من المدارس "الشاملة جزئيًا" وهي تلك التي تحتوي على فصول منفصلة للطلاب الصم/ذوي الإعاقة السمعية في المواد اليابانية والرياضيات بينما يتم تدريس بقية المواد بشكل شامل مع الطلاب السامعين. ويبلغ عدد الطلاب الصم/ضعاف السمع في هذه المدارس 1029 طالبًا في المرحلة الابتدائية و410 طلاب في المرحلة الإعدادية. "المدارس الخاصة"، أو المدارس المخصصة للطلاب الصم فقط، لديها تسجيل 3093 في المدرسة الابتدائية و1882 في المدرسة الإعدادية.

### طرق التدريس
اعتبارًا من عام 2000، تستخدم أساليب التدريس في المدارس العامة للصم نهج " التواصل الشامل " حيث يستخدم المعلمون مزيجًا من الكلام الموجه، وتهجئة الأصابع، واللغة اليابانية الإشارة. المدرسة العامة الوحيدة في اليابان التي لديها برنامج باستخدام لغة الإشارة اليابانية هي مدرسة سابورو للصم. تقدم سابورو التعليم لطلاب ما قبل المدرسة والمرحلة الابتدائية. بدأ البرنامج في عام 2007 مع اثنين فقط من المدربين الذين ينفذون منهج لغة الإشارة اليابانية بينما يستخدم الآخرون نهجًا شفهيًا للتدريس. في حين أن المدربين الاثنين في لغة الإشارة اليابانية يجيدون اللغة، إلا أنه لا يوجد أي من المدربين في سابورو أصم أو ضعيف السمع. لقد أدى هذا الفصل في أساليب التدريس إلى إثارة الجدل داخل المدرسة بسبب الانقسام وعدم الاتساق في اللغة بين الطلاب في كل برنامج. في عام 2008، افتتحت مدرسة ميسي جاكوين، وهي مدرسة خاصة للطلاب الصم في طوكيو، باعتبارها المدرسة الوحيدة التي تعتمد اللغة اليابانية اليابانية كشكل أساسي للتدريس. هذه هي المدرسة الخاصة الوحيدة المتاحة للطلاب الصم في اليابان بنسبة 3:12 من الطلاب إلى المعلمين، و2 من المعلمين الصم/الصم. تقدم مدرسة ميسي جاكوين التعليم للطلاب من مرحلة ما قبل المدرسة وحتى المرحلة الثانوية. تتبع المدرسة "نهجًا ثنائي اللغة" في التدريس، باستخدام اللغة اليابانية التقليدية واللغة اليابانية المكتوبة. تؤكد المدرسة على أهمية تعلم لغة لغة الإشارة اليابانية باعتبارها اللغة الأولى الطبيعية للأطفال الصم، معتقدة أن لغة لغة الإشارة اليابانية هي الأنسب لحياة الأطفال الصم خارج المدرسة باعتبارها لغة مريحة وسهلة الوصول بالكامل يمكنهم استخدامها.

## التعليم العالي
أجرى مايومي شيراساوا في مركز أبحاث التعليم العالي للأشخاص ذوي الإعاقة السمعية والبصرية دراسة بحثية في عام 2004 توضح عدد الطلاب الصم/ضعاف السمع في التعليم العالي. وبحسب هذا المسح، تم تسجيل حوالي 650 طالبًا في حوالي 30% من الجامعات أو الكليات المتوسطة في اليابان. يوجد عدد صغير ومتفرق من الطلاب داخل كل مدرسة. وفقًا للمسح، هناك 185 مدرسة لا يزيد عدد الطلاب الصم/ضعاف السمع فيها عن 3 طلاب، و6 مدارس فقط يبلغ عدد طلابها 10 طلاب أو أكثر. حوالي 90% من الطلاب الذين شاركوا في هذا الاستطلاع كانوا يواصلون دراستهم الجامعية بينما كان حوالي 30 طالبًا فقط يذهبون إلى الدراسات العليا.
من بين 287 مدرسة يرتادها الطلاب الصم/ذوي الإعاقة البصرية، حوالي 50% منها لديها تسهيلات في شكل مدونين للملاحظات. في 89 من هذه المدارس، تم دفع أجور لمدوني الملاحظات، وفي 71 مدرسة، تم تدريبهم على تقديم المساعدة للأشخاص الصم/ضعاف السمع. ومع ذلك، يقال إن هذا التكيف أقل ملاءمة لطلاب الدراسات العليا نظرًا لتنسيق الدورات الدراسية القائمة على البحث والمناقشة. كما يتم تقديم الدعم الفردي في كثير من الأحيان في شكل غرف الموارد.

### جامعة تسوكوبا
لدى جامعة تسوكوبا حرمين جامعيين رئيسيين في منطقة طوكيو. باعتبارها جامعة تركز على العلوم الأساسية والتطبيقية، فهي تقدم موارد للطلاب الصم/ضعاف السمع بناءً على المنظمات والمكاتب التي تتمتع بخبرة في مجال أبحاث الإعاقة. معهد علوم الإعاقة في جامعة تسوكوبا هو عبارة عن مجموعة من الأبحاث التي تستوعب في المقام الأول الأشخاص ذوي الإعاقات الجسدية. يضم مكتب الطلاب ذوي الإعاقة منظمة Senmonbukai، وهي منظمة يقودها أعضاء هيئة التدريس، معتمدة من قبل المركز الصحي بالجامعة. كما يعمل هؤلاء الأعضاء كباحثين في مجال الإعاقات السمعية والبصرية والجسدية، حيث يقدمون الدروس الخصوصية، ويعملون في غرف الموارد، ويقومون بتقييم أماكن إقامة الطلاب الفردية. وتضم الجامعة أيضًا ما يسمى بـ "مدرسة المختبر" في الحرم الجامعي: مدرسة تعليم الاحتياجات الخاصة للصم. هناك معلومات قليلة على موقع الجامعة فيما يتعلق بالتسجيل والخدمات وطرق التدريس في هذه المدرسة مقارنة بالحرم الجامعي الرئيسي.

## توظيف
إن معدلات توظيف الأشخاص ذوي الإعاقة الجسدية في اليابان، والتي يتم تصنيف الأشخاص الصم/ذوي الإعاقة الجسدية تحتها، منخفضة. وبحسب وزارة الصحة والعمل والرفاهية اليابانية، لم يكن هناك سوى 488 ألف شخص من ذوي الإعاقة الجسدية يعملون اعتباراً من عام 2008. ويشكل هذا العدد 6.88% فقط من إجمالي عدد السكان ذوي الإعاقة. في دراسة استقصائية أجريت عام 2009 على 1344 شخصًا من ذوي الإعاقة الجسدية تتراوح أعمارهم بين 15 و64 عامًا في اليابان، كان 43% فقط منهم يعملون.

### أنواع الوظائف
تاريخيًا، كانت الوظائف ذات الياقات البيضاء غير متاحة للأشخاص ذوي الإعاقة أو الإعاقة في اليابان. وتعتبر المصانع والوظائف التجارية وخبراء التجميل وأشكال العمل الحر مثل شد الخياطة أو الخياطة أكثر شيوعًا. تشير الاتحاد الياباني للصم (الاتحاد الياباني للصم) على وجه التحديد إلى أن وظائف مترجمي اللغة اليابانية شائعة أيضًا، ومع ذلك، فإنها غالبًا ما تكون في ظروف سيئة. في دراسة استقصائية أجريت عام 2007، تم توظيف 20% فقط من خريجي المدارس الثانوية في وظائف "موجهة نحو الرعاية الاجتماعية"، حيث يساعد أعضاء هيئة التدريس والمدرسون الموظفين ذوي الإعاقة. في كثير من الأحيان يتم دفع أجور أقل من الحد الأدنى للأجور لهذه الوظائف. ويعمل العديد منهم أيضًا في وظائف "مقعد النافذة"، حيث يُمنح الموظفون ذوو الإعاقة وظيفة بها مهام قليلة أو معدومة.

### التشريعات والجهود
في عام 1960، نفذت حكومة اليابان قانون تعزيز توظيف الأشخاص ذوي الإعاقة الذي أنشأ نظام الحصص. اعتبارًا من عام 2009، يجب على الشركات التي تضم 56 موظفًا أو أكثر أن يكون لديها 1.8٪ من موظفيها من الأشخاص ذوي الإعاقة. إذا لم تلتزم الشركات بهذا الحصص، فسيتم فرض رسوم عليها. ويتم منحهم أيضًا منحة إذا امتثلوا للحصة ووفروا بيئة عمل يمكن الوصول إليها، وهو ما لا يكون مطلوبًا بخلاف ذلك. في عام 1989، بدأت وزارة الصحة والعمل والرفاهية في تقديم امتحانات الاعتماد لمترجمي اللغة اليابانية، بعد اختبار الاتحاد الياباني للصم. في حين أن الشهادات أصبحت مطلوبة بشكل أكثر شيوعًا الآن لتصبح مترجمًا، فإن الشهادة لا تضمن التوظيف.